# Унтеркульм
Унтеркульм (нем. Unterkulm) — коммуна в Швейцарии, окружной центр, находится в кантоне Аргау.
Входит в состав округа Кульм.  Население составляет 2900 человек (на 31 декабря 2007 года). Официальный код  —  4146.